# 卡尔恩普拉耶格

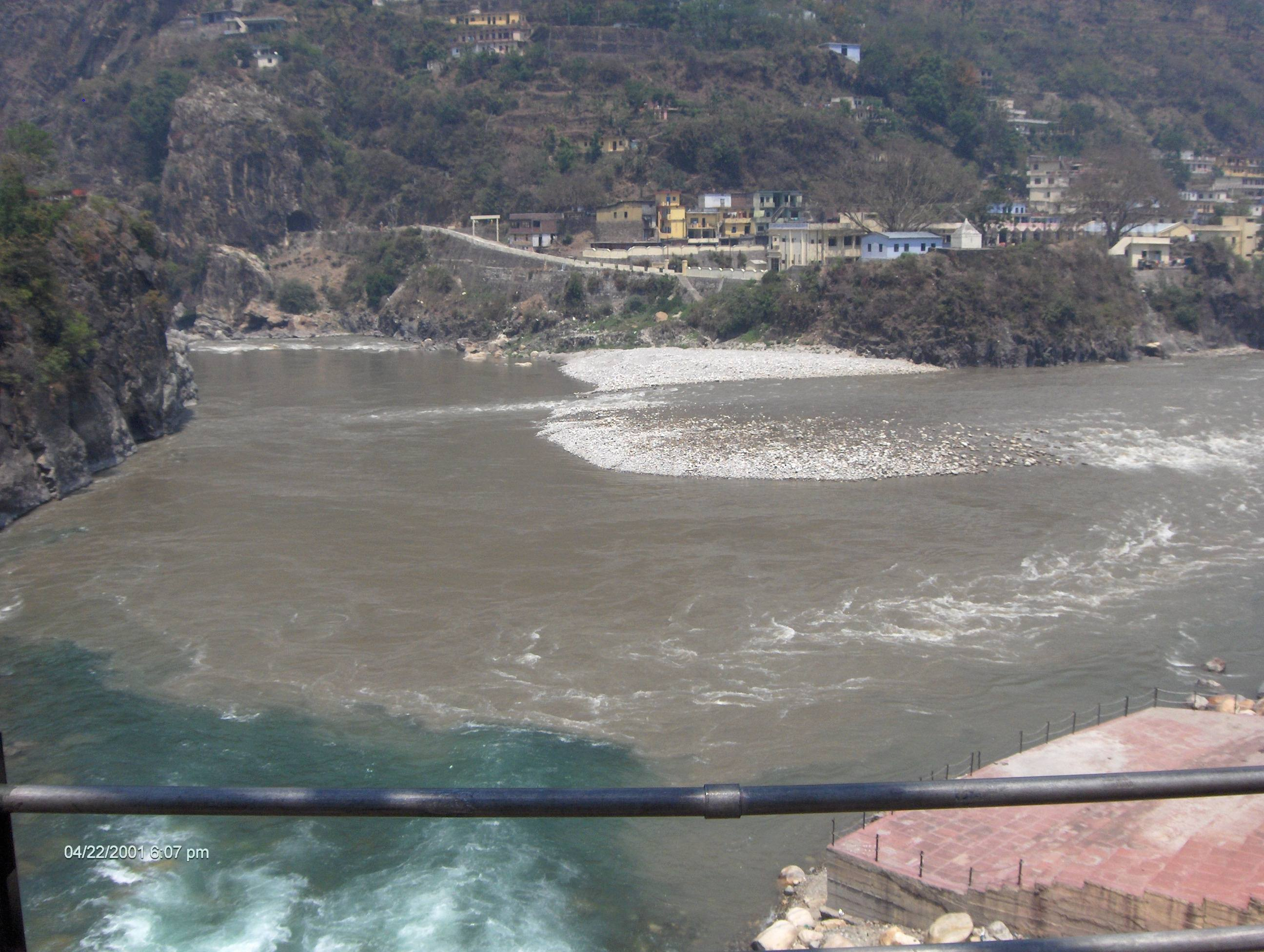
品達爾河（由下往上）與阿勒格嫩達河（由右往左）匯流處

卡尔恩普拉耶格（Karṇa Prayāga），意譯為耳滙流處，是印度北阿坎德邦Chamoli县的一个城镇。总人口6976（2001年）。品達爾河在此地注入阿勒格嫩達河。

## 人口
该地2001年总人口6976人，其中男性3910人，女性3066人；0—6岁人口883人，其中男488人，女395人；识字率75.59%，其中男性为80.61%，女性为69.18%。